# الكريمت (قرية)
لكريمت هي مدينة سودانية من مدن المناقل بولاية الجزيرة وهي وحدة إدارية تتبع لمحلية المناقل. 

## الكريمت العركيين
هي وحدة إدارية تتبعها عدة قرى تأسست القرية في عام 1806م. 
- الموقع: شمال غرب المناقل بنحو 13 كلم.
- عدد السكان: نحو 65 ألف نسمة.
- الوضع الإداري: تتبع محافظة المناقل التي تتبع بدورها ولاية الجزيرة وتتبع زراعياً لقسم ود المنسي الذي يضم سبعة مكاتب من أهمها مكتب الكريمت وهو مميز بإنتاجيته العالية وحاز مرارا على جائزة الإنتاج على مستوى مشروع الجزيرة عامة.

### سبب التسمية
يقال انه كانت بها شجيرات تسمي الكرمت.

### سكانها
من قبيلة العركيين أبناء أحمد فاضل بن محمد دشم بن حسن المعارك، إضافة إلى بعض القبائل الأخرى. 

### بعض أحياء الكريمت
1. الحنداب
2. الكجاكة
3. القرياب
4. الحوش
5. كردة
6. التريس
7. بيضاء
8. المطار
9. جبرة

### التعليم
توجد في الكريمت بعض رياض الأطفال وحوالي خمسة مدارس اساس بنين وهي:
- الامام مالك اساس بنين
- دار النعيم اساس بنين
- الامام الشافعي اساس بنين
- المعلمين بنين
- شهداء بدر

وخمسة مدارس اساس بنات وهي:
- بنات 1
- بنات 2
- بنات 3
- والمعلمات
- وشهداء بدر بنات اساس

ومدرسة ثانوية بنين واخرى ثانوية بنات 
اشتهرت الكريمت بالقران وفيها مركز تحفيظ القران (خلوة (توضيح)) تأسست على يد العارف بالله الشيخ دفع الله أبو نائب عليه رحمة الله، وهي توجد في الجامع الكبير وتتبع الطريقة القادرية العريكة، وايضا توجد فيها بعض الدروس بالجوامع الصغيرة (الزوايا) المنتشرة بالقرية.

### القري التي تتبع للكريمت
1. الفكي الابيض
2. الطقيع
3. ودالامين
4. كمل نومك
5. شاشا

قرية الفكي الابيض # الموقع تقع قرية الفكي
الابيض غرب مدينة المناقل مسافة 6 كيلو متر
1. عدد السكان حوالي 7الف نسمه

وتتبع لي محلية المناقل ووحدتها الكريمت
يسكنها # من القبائل التي تسكن بها البديريه والمسلمية
والنفيدية والهوسي القري المجاور لها
1. قرية ودالامين بشائر العمارة عبد الرحيم الكتير

الطرق # لا توجد طرق رئيسة لقرية الفكي الابيض
وذالك ادي لصعوبة الموصلات في فصل الخريف
خاصة التعليم # بها مدرسة اساس واحد وهي
مدرسة الفكي الابيض المشتركة لا يوجد بها ثانوي
الصحة # لا يوجد بها مركز صحي مصادر الدخل #
سكان قرية الفكي الابيض اقلبهم مزارعون
لوجودها وسط مشروع الجزيرة ومن مصادرها
أيضا الالبان حيث ان سكانها يقومون بتربية الابقار
والظان والماعز تعاني القرية من النقص في
التعليم والصحة والمواصلات حيث يصعب علي
اهلها السفر في الخريف 
في الجانب الرياضي يوجد بها نادي #الشباب (القدس) سابقا ومن أهم رجال هذه القرية حسب الرسول حسن (النفع) 
1. العمارة عبد الرحيم
2. بشائر
3. العمارة عبد البارئ
4. العمارة كرم الله
5. الفرجاب
6. الفخاخير
7. ود سرير
8. ام بعيبش
9. ود رزوق
10. الفكي بشير (القوراب)
11. ابرق
12. الشطيطة
13. الزريبة

### الصحة
هنالك العديد من المراكز الصحية منها:
1. المركز الصحي الحكومي. ويقع جنوب شرق الكريمت جوار مدرسة المعلمين الأساسية بنين.
2. مركز ذو النون.
3. مركز ودبانقا.
4. مركز شفاك. يقع في الجزء الشمالي من المدينة
5. مركز النادي  بالقرب من نادي الكريمت
6. مركز الرحمة ويقع في السوق .

### الرياضة
يوجد نادي رياضي لكرة القدم وبعض الفرق الرياضية مثل الزهرة والمجد والمطار وغيرهم.